# Edvin Thall
Carl Edvin Thall, född 27 december 1885 i Maria Magdalena församling i Stockholm, död 10 november 1957 i samma församling, var en svensk författare och översättare. 
Thall avlade efter akademiska studier filosofie kandidat-examen. Som översättare har han framför allt översatt populärvetenskaplig litteratur inom fysik, astronomi, biologi och teknik. Mest känd är han dock för sin tolkning av den Poetiska Eddan, utgiven under titeln Eddan: nordiska fornsånger år 1914. Utgåvan har ofta fått beröm för sitt språk.
Mellan 1914 och 1929 var han var redaktör och utgivare av tidskriften Vetenskapen och livet: magasin för vetenskaperna och deras tillämpningar i det moderna livet. Copyright för denna tidskrift hade företaget ”Thall & Carlsson, Kemiska och metallurgiska specialiteter, patent m.m.” som åtminstone år 1920 hade samma adress som Edvin Thall, Götgatan 14 i Stockholm. Firmanamnet Thall & Carlsson återfinns även 1921-1923 som förlag för populärvetenskapliga böcker, vanligen utan översättare angiven. 
Tillsammans med Julius Regis (1889-1925), skrev han den första svenska fackboken om film, Filmens roman: en världserövrares historia berättad i korta kapitel (1920). (Thalls bostad hade samma adress som en av Stockholms tidigaste biografer, Record-Teatern, som fanns där 1912-1960.)

## Översättningar (urval)
- E. Marlitt (pseud. för Eugénie John): Klosterskatten (Die zwölf Apostel) (Nordiska förlaget, 1912)
- Eddan: nordiska fornsånger (Edda Sæmundar) (Nordiska förlaget, 1912). Ny uppl. Fabel, 1995
- Marjorie Benton Cooke: Dr David (Nordiska förlaget, 1914)
- Walter Scott: Bruden från Lammermoor (The bride of Lammermoor) (Nordiska förlaget, 1918)
- R. Brocard: Elektriciteten i hemmet (Geber, 1924)
- Lincoln Kinnear Barnett: Einstein och universum (The universe and Dr. Einstein) (Forum, 1950)

## Fotnoter
1. ↑  Sveriges Dödbok 1901–2009, DVD-ROM, Version 5.00, Sveriges Släktforskarförbund (2010).
2. ↑  Recension av Eddan.
3. ↑  Vetenskapen och livet, 1914-1929.
4. ↑  Stockholmskällan.
5. ↑  Samlaren Tidskrift för svensk litteraturvetenskaplig forskning, årgång 130 (2009).
6. ↑  Regis, Julius, Thall, Edvin (1920), Filmens roman: en världserövrares historia berättad i korta kapitel, Stockholm: Geber.